# Ludowika Jakobsson
Ludowika Antje Margareta Jakobsson, nata Eilers (Potsdam, 25 luglio 1884 – Helsinki, 1º novembre 1968), è stata una pattinatrice artistica su ghiaccio tedesca naturalizzata finlandese.
Ha vinto due medaglie olimpiche nel pattinaggio artistico su ghiaccio a coppie in rappresentanza della Finlandia. In particolare ha conquistato una medaglia d'oro alle Olimpiadi 1920 svoltesi ad Anversa e una medaglia d'argento alle Olimpiadi invernali 1924 di Chamonix, in entrambi i casi nella disciplina a coppie con il marito Walter Jakobsson.
Ha partecipato anche alle Olimpiadi invernali 1928.
Nelle sue partecipazioni ai campionati mondiali di pattinaggio di figura ha conquistato tre medaglie d'oro (1911, 1914 e 1923) e quattro medaglie d'argento (1910, 1912, 1913 e 1922) nella disciplina a coppie come rappresentante della Finlandia e una medaglia di bronzo (1911) nel singolare femminile, quest'ultima come rappresentante della Germania.

## Palmarès

### Individuale
| Evento                | 1911 | 1912 | 1917 |
| --------------------- | ---- | ---- | ---- |
| Campionati mondiali   | 3°   | 7°   |      |
| Campionati finlandesi |      |      | 1°   |

### Coppie
| Evento                    | 1910 | 1911 | 1912 | 1913 | 1914 | 1919 | 1920 | 1921 | 1922 | 1923 | 1924 | 1928 |
| ------------------------- | ---- | ---- | ---- | ---- | ---- | ---- | ---- | ---- | ---- | ---- | ---- | ---- |
| Giochi olimpici           |      |      |      |      |      |      | 1°   |      |      |      |      |      |
| Giochi olimpici invernali |      |      |      |      |      |      |      |      |      |      | 2°   | 5°   |
| Campionati mondiali       | 2°   | 1°   | 2°   | 2°   | 1°   |      |      |      | 2°   | 1°   |      |      |
| Giochi nordici            |      |      |      |      |      | 1°   |      | 1°   |      |      |      |      |
| Campionati finlandesi     |      | 1°   |      |      |      |      |      | 1°   |      |      |      |      |